# وليندة سفلي
وليندة سفلي هي قرية في مقاطعة أرومية، إيران. يقدر عدد سكانها بـ 1514 نسمة بحسب إحصاء 2016.